# Kyōko Mizuki
Cette page contient des caractères spéciaux ou non latins. S’ils s’affichent mal (▯, ?, etc.), consultez la page d’aide Unicode.
 (septembre 2010).
Kyōko Mizuki (水木 杏子, Mizuki Kyōko) est un des pseudonymes de Keiko Nagita (名木田 恵子, Nagita Keiko), née le 28 novembre 1949 à Tokyo). Mizuki est un écrivain japonais, elle est surtout connue comme étant l’auteur du manga et anime Candy Candy.
Kyōko Mizuki remporta le prix du manga Kōdansha pour le meilleur manga shōjo pour Candy Candy en 1977 avec Yumiko Igarashi.
Keiko Nagita remporta aussi le Prix de l’Association d’Écrivains Juvéniles du Japon pour Rainette, kin iro no ringo (Rainette, les pommes dorées) en 2007. Son conte Akai mi hajiketa fut publié dans le manuel scolaire de la classe de sixième de l’École Primaire japonaise (Mitsumura Tosho Shuppan). Sa série de livres illustrés Shampoo ōji (illustrations de Makoto Kubota) fut adaptée en série animée de télévision en octobre 2007.

## Biographie
Son père meurt lorsqu’elle a 12 ans. C’est alors qu’elle crée la famille imaginaire des André (Andrew) pour se soulager de la solitude et écrit ses histoires sur un cahier : « Je sens que la famille André a gentiment pris soin de moi. Les André sont l’origine mon récit ».
Mizuki passe quelques années comme actrice dans la troupe de théâtre Shiki pendant son adolescence ; quelques-unes de ses œuvres reflètent cette expérience.
Au lycée, en classe de première (onzième année de scolarité), elle remporte le prix pour un concours de contes dans le magazine pour jeunes filles Jogakusei no tomo (Shōgakukan). Après avoir vendu son conte Yomigaeri, soshite natsu wa au magazine à l’âge de 19 ans, elle décide de se consacrer au métier d’écrivain.
À l’époque elle contribue souvent avec des poèmes au magazine Kōkō bungei, le fameux poète Katsumi Sugawara apprécie son talent et elle rejoint son club de poésie. À l’âge de 20 ans, elle publie en édition privée une collection de poèmes Kaeru.
Cinq ans après, son œuvre poétique Omoide wa utawanai est publiée par Sanrio. Elle écrit des contes et des histoires romantiques pour les revues de jeunes filles et Kōdansha l’embauche pour écrire ses histoires pour le magazine de manga shojo Shōjo Friend.
Dans les années 1970, elle écrit beaucoup d’histoires pour manga sous les pseudonymes d’Ayako Kazu, Akane Kouda, Kyoko Mizuki et Keiko Nagita.
En 1975, elle écrit l’histoire de la petite fille aux taches de rousseur Candy Candy pour le magazine mensuel Nakayoshi : « J’ai perdu ma mère à l’âge de 21 ans, j’étais alors seule au monde. Écrire cette histoire a soulagé ma douleur ». Le manga est adapté en dessin animé diffusé à la télévision en 1976 par Tōei animation. Depuis, Candy Candy l’a transformée en l’un des plus grands écrivains à succès.
Avant d’écrire l’histoire de Candy, Muziki  décide dès le début : « Qui est sa mère n’est pas le thème. Qui que soient vos parents, vous devez accepter votre destin et tenir debout. Je voulais éclaircir cela.  J’ai commencé à écrire l’histoire de Candy deux après la mort de ma mère. Mon père est mort alors que j’avais 12 ans, je vivais dans la solitude car je suis fille unique. En faisant une rétrospective, je me rends compte qu’écrire l’histoire de Candy m'a permis de soigner mes peines. » (source : Interviews avec Auteurs de Manga par Itou Ayako Doubun Shoin inc.)
Le dernier épisode de Candy est écrit au Domaine de Beauvois, un château-hôtel en France : « Je voulais dire adieu à Candice dans un beau lieu. Si possible, j’aurais aimé aller au Royaume-Uni. Lorsque je suis entrée dans le salon, les larmes jaillirent de mes yeux, car il y avait un tableau de la chasse au renard accroché au mur. La chasse au renard a pris la vie d’Anthony. Quand je me souviens de Candice, les jours d’automne dans ce bel hôtel me viennent à l’esprit. L’hôtel ressemblait à la villa de la famille André. »
Depuis 1980, elle écrit principalement des contes juvéniles et des histoires romantiques pour jeunes filles sous le nom de Keiko Nagita. La série Fūko to yūrei (Fuku et le Fantôme) est particulièrement populaire. La musique pour la série est composée par Tōru Okada (岡田 徹, Okada Tōru, né le 23 avril 1949, à Tokyo) qui est membre du fameux groupe de rock japonais Moonriders, l’album est édité en 1995.
En 2001, elle reprend l’édition de la dernière partie de Fūko to yūrei (Fuku et le Fantôme).
En 2007, elle remporte le Prix de l’Association écrivains Juvéniles du Japon pour Rainette, kin iro no ringo, une histoire romantique entre une fille japonaise et un garçon de la Biélorussie qui a été exposée à la radiation de la Centrale Nucléaire de Tchernobyl. En mai 2008, elle a écrit un argument pour manga shojo, après une pause de dix-huit ans. Le manga Loreley est dessiné par Kaya Tachibana.
Mizuki est mariée et elle a une fille ; chaque été, sa famille passe ses vacances dans sa maison de campagne à l’Île-du-Prince-Édouard. Terry Kamikawa, une étudiante de Anne... la maison aux pignons verts (Anne of Green Gables) et directrice du Blue Winds Tea Room, situé à l’Île-du-Prince-Édouard, est sa meilleure amie.
Mizuki possède une collection d’objets en forme de cœur, une partie de cette collection est exposée sur le site d’Aoitori Bunko.

### Manga
- Sanremo ni Kanpai サンレモにかんぱい (texte de Keiko Nagita, dessins de Waki Yamato) 1970
- Brandenburg no Asa ブランデンブルグの朝 (texte de Keiko Nagita, dessins de Waki Yamato) 1970
- Le Grand Anne Gou wa Yuku ル・グラン・アンヌ号はゆく (texte de Keiko Nagita, dessins de Waki Yamato) 1970
- Greenhill Monogatari グリーンヒル物語 (texte de Keiko Nagita, dessins de Yasuko Aoike) 1970-1971
- Lorient no Aoi Sora ロリアンの青い空 (texte de Keiko Nagita, dessins de Yoko Shima) 1974-1975
- Candy Candy キャンディ・キャンディ (texte de Kyoko Mizuki, dessins de Yumiko Igarashi) 1975-1979
- Etruria no Ken エトルリアの剣 (texte de Keiko Nagita, dessins de Kyoko Fumizuki) 1975
- Miriam Blue no Mizuumi ミリアムブルーの湖 (texte de Keiko Nagita, dessins de Yasuko Aoike) 1975
- Hoshi e no Kaidan 星への階段 (texte de Akane Kouda, dessins de Akemi Matsuzaki) 1975
- Byakuya no Nightingale 白夜のナイチンゲール (texte de Keiko Nagita, dessins de Yoko Shima) 1976-1977
- Bara no Ki 薔薇の樹 (texte de Kyoko Mizuki, dessins de Chikako Kikukawa) 1978
- Premier Muguet プルミエ・ミュゲ (texte de Kyoko Mizuki, dessins de Yoko Hanabusa) 1979-1981
- Kirara Boshi no Daiyogen きらら星の大予言 (texte de Kyoko Mizuki, dessins de Yū Asagiri) 1980-1981
- Sunday's Child サンデイズチャイルド (texte de Kyoko Mizuki, dessins de Tsubasa Nunoura) 1980-1981
- Tim Tim Circus ティム・ティム・サーカス (texte de Kyoko Mizuki, dessins de Yumiko Igarashi) 1981-1982
- Loreley ローレライ (texte de Kyoko Mizuki, dessins de Kaya Tachibana) 2008

[style à vérifier]

### Nouvelles/romans
Sous le nom de Keiko Nagita :
- Candy Candy キャンディ・キャンディ 1978
- Umi ni Otiru Yuki 海におちる雪 1980
- Night Game ナイトゲ－ム 1985
- Moonlight Express ム－ンライト・エクスプレス 1986
- Fūko to Yūrei series ふ－ことユ－レイ (illustré par Yumi Kayama) 1988-2002
- Umizikan no Marin 海時間のマリン 1992
- Akai Mi Haziketa 赤い実はじけた 1999
- Hoshi no Kakera 星のかけら 2000-2001
- Tenshi no Hashigo 天使のはしご 2002-2003
- Koppu no Naka no Yuuzora コップのなかの夕空 2004-2005
- air 2003
- Rainette, Kin Iro no Ringo レネット金色の林檎 2006
- Ballerina Jikenbo series バレリーナ事件簿 2006-2008
- Birthday Club series バースディクラブ (illustré par Yu Azuki) 2006-2009
- Tram, Hikari wo Makichirashi Nagara トラム、光をまき散らしながら 2009

### Poésie
Sous le nom de Keiko Nagita :
- Kaeru 還る 1969
- Omoide wa Utawanai 思い出は歌わない 1974
- Otanjoubi ni お誕生日に (illustré par Yoko Sano) 1975
- Fifty フィフティ 2004

### Essais
Sous le nom de Keiko Nagita :
- Mouitido Utatte もういちど歌って 1978
- Nagita Keiko Hitoritabi 名木田恵子ひとり旅 1980
- Anne no Shima, Kazedayori アンの島・風だより 1993 avec la collaboration de Terry Kamikawa
- Islander Monogatari, Anne no Sima no Hitobito アイランダ－物語アンの島の人々 1997

### Livres d’illustrations
Sous le nom de Keiko Nagita :
- Kodansha Ohimesama Ehon 4 Ningyohime 講談社おひめさま絵本4 にんぎょひめ (illustré par Macoto Takahashi) 1971
- Nemutai Kirin ねむたいキリン (illustré par Keiji Nakamura) 1979
- Monmonku wa Yasashii モンモンクはやさしい (illustré par Makoto Obo) 1979
- Shampoo Ōji no Bouken シャンプー王子のぼうけん (illustré par Makoto Kubota) 2004
- Shampoo Ōji to Kitanai Kotoba シャンプー王子ときたないことば (illustré par Makoto Kubota) 2005
- Shampoo Ōji to Daiakutou シャンプー王子と大あくとう (illustré par Makoto Kubota) 2006

### Paroles
Sous le nom de Keiko Nagita :
- Candy Candy キャンディ・キャンディ (compositeur: Takeo Watanabe, interprète: Mitsuko Horie)
- Ashita ga Suki あしたがすき (compositeur: Takeo Watanabe, interprète: Mitsuko Horie)
- Futari kiri no Lullaby ふたりきりのララバイ (compositeur: Juichi Sase, interprète: Ruo Megimi)
- Tazunebito futagoza 尋ね人ふたご座 (compositeur: Juichi Sase, interprète: Ruo Megimi)
- Ame no Suizokukan 雨の水族館 (compositeur: Satsuya Iwasawa, interprète: Ruo Megimi)
- Shabondama Love しゃぼんだまラブ (compositeur: Masami Koizumi, interprète: Ruo Megimi)
- Shiriau Maekara Zutto Suki 知りあう前からずっと好き (compositeur: Toru Okada, interprète: Yoko Ishida)
- Shizuku wa Anata no Sign しずくはあなたのサイン (compositeur: Toru Okada, interprète: Mitsuko Horie)
- Uwasa Shitteruwa 噂知ってるわ (compositeur-interprète: Miyuki Yokoyama)
- Shampoo Ōji no Bouken シャンプー王子の冒険 (compositeur: Hironobu Kageyama, interprète: Ikuko)
- Shampoo Ōji no Komoriuta シャンプー王子の子守唄 (compositeur: Hironobu Kageyama, interprète: Mayu Miyauchi)

## Désaccords avec Yumiko Igarashi surCandy Candy
En effet, en 1990 Mizuki fut bouleversée lorsqu’elle découvrit que l’illustratrice de manga Yumiko Igarashi avait illégalement profité de la commercialisation de Candy Candy. Igarashi avait vendu plusieurs articles, basés dans ses illustrations, sans le consentement de Mizuki. En plus, Igarashi avait vendu à ses fans des photocopies de Candy de très mauvaise qualité, comme s’il s’agissait d’impressions d’art d’excellente qualité pour le prix de 140 000 yens.
[style à vérifier]
Le 25 octobre 2001, la Cour Suprême du Japon confirma les décisions prises par deux tribunaux régionaux décrétant que la mangaka Igarashi ne pourrait plus vendre de marchandises basées sur Candy Candy sans le consentement préalable de l’auteur.
[style à vérifier]
En 2007, Igarashi a essayé de commercialiser un nouveau personnage, Lady Lady, qui ressemble énormément à Candy, sous forme de divers produits à Taïwan.
En 2008, une fan japonaise a publié la pétition Rebirth of Candy Candy, dont l’objectif est de faire revenir le manga/anime Candy Candy.
Actuellement, l'auteur Kyoko Mizuki peut légalement continuer à écrire sur Candy Candy, tandis que la mangaka Yumiko Igarashi n'est pas autorisée à commercialiser les dessins et produits dérivés de Candy.